# Rà đẹt hoa trắng

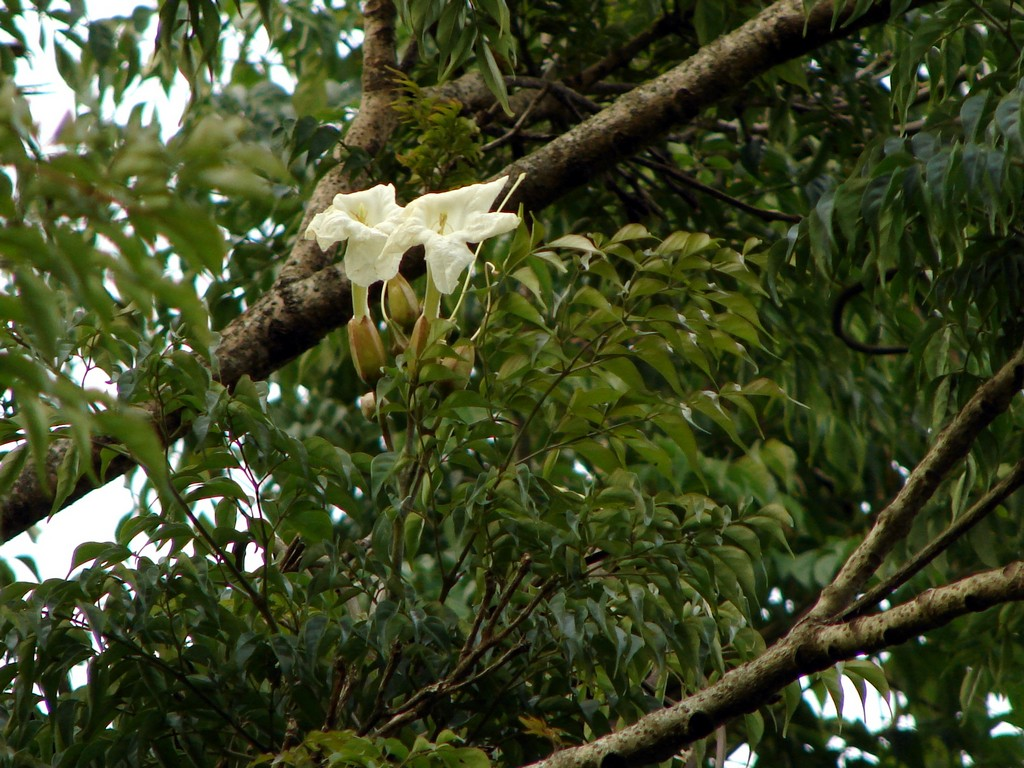
Cây hạnh phúc ra hoa

Radermachera sinica có tên trong tiếng Việt là Rà - đẹt hoa trắng, Rà - đẹt tàu, Boọc Bịp hoa trắng, Rọc rạch, Hầu dâu, Xoan dâu, cây hạnh phúc là một loài thực vật thường xanh thuộc họ Đinh (Chùm Ớt) có phân bổ tự nhiên ở miền nam Trung Quốc, miền bắc Việt Nam, miền bắc Miến Điện. Đây là loài gỗ lớn, trong tự nhiên có thể cao tới 30m và đường kính gốc có thể tới 1m. Lá của chúng là dạng lá kép lông chim 1 lần có thể dài từ 20–70 cm, rộng từ 15–25 cm, các lá chét có thể dài từ 2–4 cm, bề mặt lá chét bóng rất đẹp. Hoa của chúng điển hình của họ Đinh, có tràng màu trắng, gốc tràng hoa hợp tạo thành dạng loa kèn, có thể dài tới 7 cm.
Cây mọc ở rừng nhiệt đới hoặc cận nhiệt đới, đai rừng từ 400-1500m, ưa đất nhiều dinh dưỡng, thoát nước tốt, nhu cầu ánh sáng rất lớn từ toàn phần tới bán phần dương. Cây không chịu được điều kiện gió khô và sương muối.

## Sử dụng
Y học truyền thống phương Đông dùng nó như là một vị thuốc trị sốt, trị thương và vài chứng bệnh khác. Nó còn được dùng làm cây cảnh quan, ngày nay thì người ta còn dùng nó như là một loài cây nội thất bởi lá chét có chất liệu lá bóng xanh đậm, hoa màu trắng dạng loa kèn mọc ra từ thân.